# Les Billanges
Les Billanges är en kommun i departementet Haute-Vienne i regionen Nouvelle-Aquitaine i västra Frankrike. Kommunen ligger i kantonen Ambazac som tillhör arrondissementet Limoges. År 2022 hade Les Billanges 298 invånare.

## Befolkningsutveckling
Antalet invånare i kommunen Les Billanges
| Referens: INSEE |